# مدمرة دنا الحربية
المدمرة الإيرانية دنا: هي سفينة حربية إيرانية مزودة بصواريخ كروز مضادة للسفن وطوربيدات ومدافع بحرية. والقادرة على حمل المروحيات، بالإضافة إلى الطائرات الايرانية بدون طيار. إنتهت مرحلة تصميم مدمرة دنا عام 2012م، وتم البدء بعملية البناء عام 2013م. وذلك في مجمع الصناعات البحرية التابع لوزارة الدفاع وإسناد القوات المسلحة الإيرانية. وهي تقع تحت إشراف القوة البحرية الإستراتيجية للجيش الإيراني. وتُعَد مدمرة دنا من الجيل الرابع للمدمرات الإيرانية من فئة (جمران–موج). حيث كانت الأولى هي المدمرة جماران التي إنضمت إلى القوة البحرية الإيرانية عام 2011م، ثم تلتها المدمرة دماوند عام 2014م، والمدمرة سهند عام 2018م. ولهذه المدمرة 4 محركات ديزل مطورة، وقدرة تركيب جديدة تمنحها القدرة والسرعة اللازمة وإمكانية الإبحار لفترة طويلة في البحار والمحيطات. يبلغ طول المدمرة 95 متراً وعرضها 11 متراً ووزنها نحو 1500 طن. وبإمكانها اعتراض 40 هدفاً والاشتباك مع 5 أهداف في آنٍ واحد. واعتبر العميد البحري الإيراني قلي زاده ان مدمرة دنا تشبه مدينة عائمة، وان منظومة الأسلحة ومنظومات الإتصالات والملاحة والمحركات في هذه المدمرة هي إيرانية الصنع بالكامل.

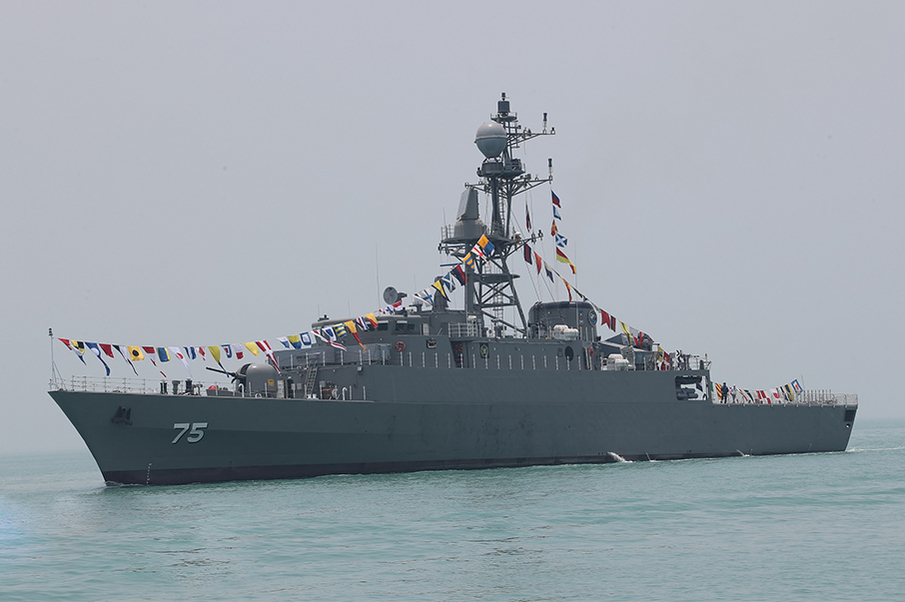
المدمرة الحربية دنا، في مراسم تشغيلها بالإضافة إلى كاسحة الألغام شاهين في ميناء بندر عباس بحضور القائد العام للجيش ووزير الدفاع وإسناد القوات المسلحة وقائد القوات المسلحة الإيرانية

## تدشين المدمرة
في يوم الإثنين 14 حزيران/ يونيو 2021م إنضمت المدمرة الحربية دنا وكاسحة الألغام شاهين، التي قام بتصنیعهما خبراء وزارة الدفاع وإسناد القوات المسلحة الإيرانية، إلى أسطول الجنوب التابع للقوة البحرية للجيش الإيراني في ميناء بندر عباس. وقال الرئيس الإيراني حسن روحاني في مراسم التدشين، إنه يوم جيد جداً أن تكون الصناعة الدفاعية في البلاد على إستعداد لتشغيل مدمرة كبيرة بواسطة خبرائها في غضون 8 سنوات، وأشار إلى أن هذه المدمرة جاهزة اليوم للقيام بمهامها. وأوضح أنه تم تصميم مدمرة دنا وهي الرابعة من فئة جمران، تحت إشراف القوة البحرية الإستراتيجية للجيش الإيراني في مجمع الصناعات البحرية التابع لوزارة الدفاع وإسناد القوات المسلحة، وهي جاهزة للإنضمام إلى الأسطول الجنوبي للقوة البحرية الإيرانية.

## المواصفات
ان مدمرة دنا هي أحدث السفن المصنوعة من فئة (موج) في جمهورية إيران. وتشمل هذه الفئة السفن الحربية دماوند، وسهند، وجماران. يبلغ طول مدمرة دنا 94 متراً (311 قدماً و 8 بوصات)، وعرضها يقدر بـ 11.1 متر (36 قدماً و 5 بوصات)، وسرعتها تبلغ 30 عقدة (56 كم/ ساعة، 35 ميل/ ساعة). وهيكلها مصنوع من القضبان المربعة البحرية مغلفة بألواح الألمنيوم البحري بوزن 600 طن، وهي تحمل 200 بحار بالإضافة إلى عدد من كوادر القوات الخاصة.

## الوصف العام
أنظمة الإتصال:
إن كافة منظومات الإتصالات في هذه المدمرة تتلقى وتصدر الذبذبات والأصوات والمعطيات بصورة مشفرة. وان هذا التشفير يمنع العدو من التنصت أو إكتشاف المعلومات التي تتبادلها هذه المدمرة.
أجهزة السونار:
تعتمد مدمرة دنا على جهاز سونار صوتي لكشف الأهداف.الغاطسة تحت الماء. ولهذه المدمرة جهازي سونار هما (Active )و (Passive). وهما محليي الصنع بالكامل.
أنظمة حربية:
ان نحو 190 منظومة حربية زودت بها مدمرة دنا. وهذه المنظومات ضمن الأحدث في العالم، وهناك أيضاً منظومات لتحلية المياه وتصفية الوقود وهي محلية الصنع أيضاً.
أنظمة الرادار:
تَستَخدِم مدمرة دنا الإيرانية رادارات سطحية ورادارات مصفوفة مرحلية. فقد تم تجهيزها بنظام بحث وتوجيه رادار ناري متقدم، يستطيع إكتشاف وتتبع الأهداف الجوية والسطحية وتحت السطحية. بالإضافة إلى أنها مزودة بالرادار الجوي (عصر) الثلاثي الأبعاد إيراني الصنع.

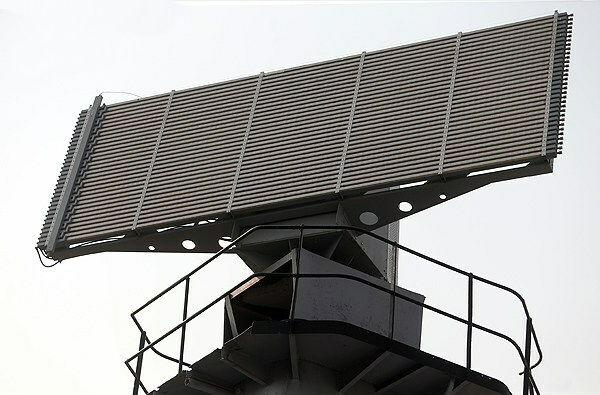
رادار عصر ثلاثي الأبعاد إيراني الصنع، والذي تم تنصيبه على المدمرة الحربية دنا

## المحركات
تَستَخدِم مدمرة دنا العسكرية نظام الدفع المشترك بين الديزل والغاز. حيث يوجد فيها 4 محركات ديزل محلية الصنع، عالية الطاقة محسنة ومُدعَمة بمجموعتين من التوربينات الغازية. ما يزيد من نقاط قوة المدمرة، خصوصاً أثناء الرحلات الطويلة في البحار والمحيطات المضطربة. وتُعتبَر محركات هذه المدمرة، محركات مطورة حورتها الصناعات البحرية التابعة لوزارة الدفاع الإيرانية إلى محركات بحرية. وان نظام الدفع في هذه المدمرة يتألف من محركين مستقلين ينقلان الحركة عبر ذراعي توصيل منفصلين إلى علبة تروس واحدة تنقل قوة المحركين إلى ذراع توصيل واحد ومروحة واحدة. وهذه أول مرة يتم فيها صنع مثل هذا المحرك في جمهورية إيران وتزويد مدمرة دنا به.

## التسليح
تضم المدمرة الإيرانية دنا منظومات الحرب الإلكترونية، ومنظومات صواريخ سطح-سطح، وصواريخ سطح-جو، وقاذفة للطوربيدات، ومختلف أنواع المدافع الخفيفة والثقيلة. وتمنحها هذه المنظومات المزيد من القدرة لأداء مهماتها القتالية والإستخبارية. حيث تستخدم هذه المدمرة مدافع عيار 76 مليمتر والقادرة على قصف الأهداف الساحلية. كما وتستخدم المدافع عيار 20 مليمتر في المواجهة مع القراصنة البحريين. وهي مزودة بأنواع مختلفة من الصواريخ المضادة للطائرات والصواريخ، كما أنها تحمل على ظهرها صواريخ بحر – بحر هجومية لضرب الأهداف القريبة والبعيدة. وقياساً مع النسخ السابقة لسفن فئة (موج)، تتمتع مدمرة دنا بقوة تدمير ودقة وسرعة أكبر، كما أنها مزودة بطوربيدات قوية لاعتراض وتدمير أنواع الغواصات المعادية. وفي المستقبل سيتم تزويد مدمرة دنا بصواريخ دفاع جوي عامودية الإطلاق من طرازي نواب وصياد للمديات القريبة والبعيدة.

## حمل المروحيات والطائرات بدون طيار
تم توسيع مساحة إقلاع وهبوط المروحيات في مدمرة دنا الحربية. وان مهبط المروحيات لهذه المدمرة هو أكبر من مثيلاته السابقة. ويستطيع إستقبال كافة أنواع المروحيات للهبوط ليلاً ونهاراً وأثناء الحركة. كما تزود مدمرة دنا هذه المروحيات بالوقود، وانها مزودة بمعدات لتوجيه الطائرات المسيرة وبإمكانها إرسال سرب من الطائرات الايرانية بدون طيار للاستكشاف والرصد أو أية مهام أخرى، كما بالإمكان توجيه هذه الطائرات المسيرة كأسراب من داخل هذه المدمرة.

## تزويد مدمرة دنا بنظام إطلاق صواريخ عمودي (VLS)
أعلن قائد القوات البحرية لجيش الجمهورية الإيرانية الأدميرال حسين خانزادي عن تزويد المدمرة دنا بنظام إطلاق صواريخ عمودي (VLS). وان النقطة المهمة المتعلقة بالقطع البحرية التي تنفذ العمليات بعيداً عن الساحل وفي العمق، هي ان تتمكن من الدفاع عن نفسها ومواجهة العدو. وانه من الطبيعي ان القطعة البحرية التي تطفو على السطح يجب ان تصوب على الأهداف السطحية وتواجه الأهداف الجوية الطائرة والصاروخية أيضاً، لذا حينما تصبح المنظومات القاذفة عمودية الإطلاق فإن أجواء أوسع ستتوفر في مجال إطلاق الصواريخ. وان عملية نصب قاذفات الإطلاق العمودي تجري على المدمرة دنا. وانه سيتم إختبار عملية إطلاق صاروخ من قاذفة الإطلاق العمودي من على إحدى القطع البحرية وعليه سيتم تزويد جميع القطع في القوة البحرية بهذه المنظومة. وأكد الأدميرال حسين خانزادي بأن الصواريخ المُطلَقَة من منظومات الإطلاق العمودي هي لمواجهة صواريخ كروز وكذلك الصواريخ المضادة للسفن المُطلَقَة من قِبَل الطائرات في مستويات متدنية ومتوسطة.

## ردود أفعال
إيران
الرئيس الإيراني:
أشار الرئيس الإيراني حسن روحاني إلى أنه "تم تجهيز هذه المدمرة الإيرانية الصنع تماماً بمجموعة متنوعة من المعدات ومنظومات الدفاع والهجوم المصنوعة محلياً. بالإضافة إلى القدرة على الإبحار لمسافات طويلة في البحار والمحيطات، والقدرة على البحث والاستكشاف والاستطلاع والمراقبة والتصدي، وتدمير أي تهديد جوي أو بحري أو تحت سطح الماء إذا لزم الأمر".
وزير الدفاع الإيراني:
قال وزير الدفاع وإسناد القوات المسلحة العميد أمير حاتمي، إن "البحر وفَّرَ فرصاً عديدة للبلاد في المجالات المختلفة، ومع إنضمام المدمرة دنا إلى أسطول القوة البحرية للجيش، فإن العمق الإستراتيجي للبلاد سيتعزز في الدفاع عن المصالح الوطنية في البحر". وأضاف العميد حاتمي، أن "إيران تمتلك 2500 كم من الحدود المائية خاصةً في جنوب البلاد، وهذا ما يوفر فرصاً كبيرة للبلاد". وأكد وزير الدفاع أن هذه السفينة "لديها القدرة على مرافقة وحماية السفن والوحدات المختلفة، وأن القوة البحرية بامتلاك هذه السفينة، ستعزز دور إيران في ضمان الأمن البحري أكثر من ذي قبل". كما أشار إلى أنه في السنوات الأربع الماضية قامت وزارة الدفاع بتسليم 110 سفينة للقوات المسلحة و12 سفينة أخرى من طراز (حيدر) إلى القوة البحرية.
القائد العام للجيش الإيراني:
قال القائد العام للجيش الإيراني اللواء عبد الرحيم موسوي إن إلحاق المدمرة دنا وسفينة شاهين الكاسحة للألغام إلى أسطول بحرية الجيش الإيراني، شكل حدثاً هاماً، ونقلة نوعية على صعيد الإقتدار العسكري لهذه القوة المسلحة في إيران". وأضاف اللواء موسوي في تصريحه للصحفيين، إن "عدداً ملحوظاً من الأجهزة المتطورة إنضمت خلال السنوات الأخيرة إلى القوة البحرية الإيرانية، كما سيتم قريباً ضم عدد آخر من هذه المعدات المنتجة محلياً".
قائد القوة البحرية للجيش الإيراني:
قال الأدميرال حسين خانزادي، قائد القوة البحرية للجيش الإيراني، أن المدمرة الحربية دنا تضيف طاقة جديدة لمواجهة التهديدات المتعلقة بالألغام في البحر والساحل. وأضاف أنها "قادرة على قطع المسافة حول الكرة الأرضية 3 مرات من خلال التزود بالوقود مرة واحدة، مما يجعلها قادرة على البقاء في المحيطات فترة طويلة".

## معرض الصور

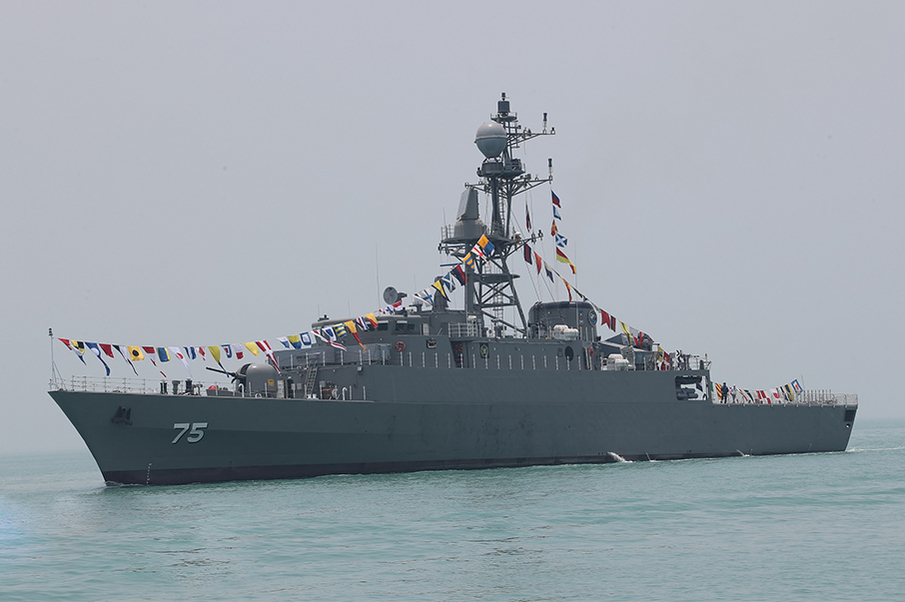
المدمرة الحربية دنا، في مراسم تشغيلها بالإضافة إلى كاسحة الألغام شاهين في ميناء بندر عباس بحضور القائد العام للجيش ووزير الدفاع وإسناد القوات المسلحة وقائد القوات المسلحة الإيرانية

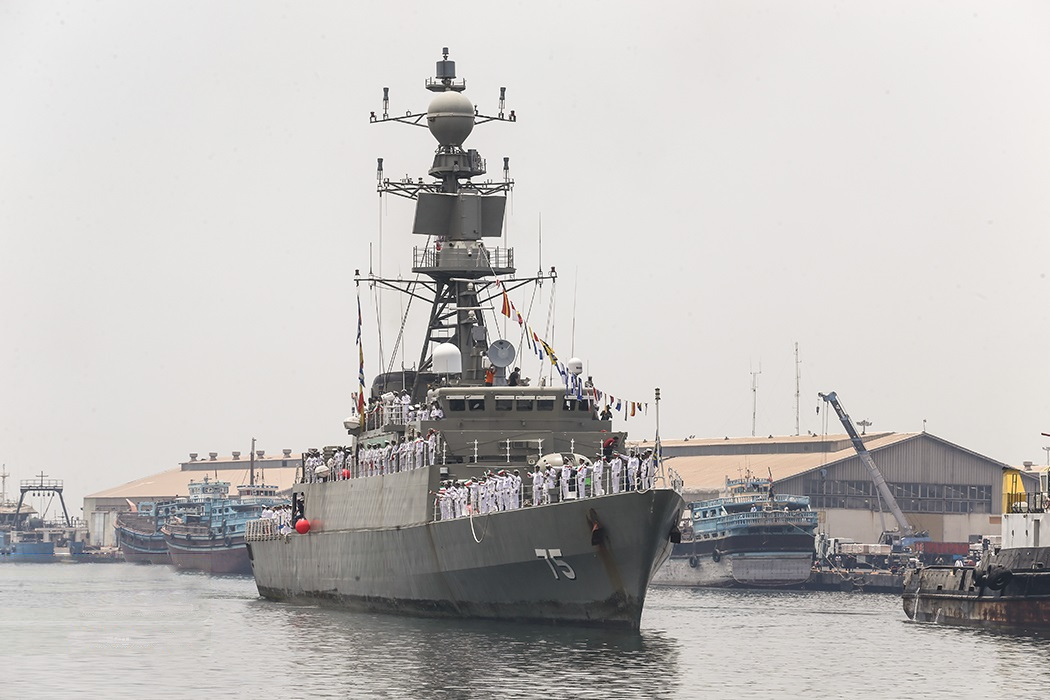
حفل إستقبال المجموعة البحرية 86 التي تضم المدمرة الحربية دنا، وذلك بعد نجاح تنفيذ مهمة الإبحار حول العالم. وتم إستقبال هذه المجموعة في المنطقة البحرية الأولى لبحرية الجيش الإيراني ببندر عباس

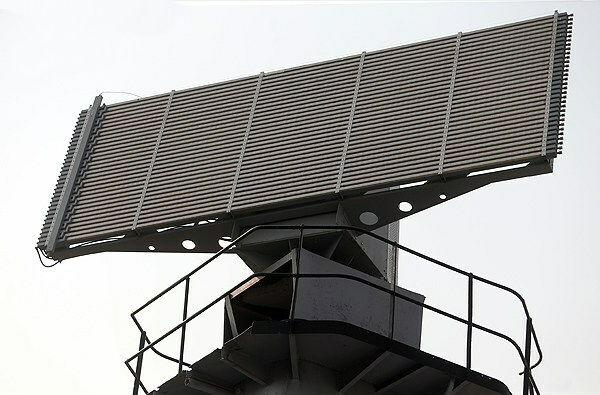
رادار عصر ثلاثي الأبعاد إيراني الصنع، والذي تم تنصيبه على المدمرة الحربية دنا